# Wizardry III: Legacy of Llylgamyn
Wizardry III: Legacy of Llylgamyn (originariamente distribuito con il titolo Wizardry: Legacy of Llylgamyn - The Third Scenario) è un videogioco di ruolo del 1983 sviluppato da Sir-Tech per Apple II. Terzo titolo della serie Wizardry, è stato convertito per diversi home computer.
Il gioco è incluso nelle raccolte Wizardry III・IV (1994, PC Engine), The Wizardry Trilogy (1997), Wizardry: Llylgamyn Saga (1998, PlayStation), The Ultimate Wizardry Archives (1998), e Wizardry I•II•III: Story of Llylgamyn (1999, Super Nintendo Entertainment System).